# Armatura Kraków (piłka siatkowa)
KS Armatura Kraków – polska kobieca drużyna siatkarska z Krakowa, będąca sekcją klubu sportowego KS Armatura Kraków.